# 羽鳥 (藤沢市)
羽鳥（はとり）は、神奈川県藤沢市にある地名。現行行政町名は羽鳥一丁目から羽鳥五丁目。住居表示実施済み区域。かつての大字名でもある。

## 地理
藤沢市の西南部に位置する。北は城南、東は鵠沼神明、南は辻堂新町、西は辻堂神台である。西から順に一丁目から五丁目がある。

### 河川
- 引地川

### 地価
住宅地の地価は、2023年（令和5年）1月1日の公示地価によれば、羽鳥4-2-2-10の地点で22万6000円/m2、羽鳥5-10-5の地点で18万5000円/m2となっている。

## 歴史
平安時代は、大庭御厨の一部で伊勢神宮の荘園であった。

### 沿革
- 平安時代中期（10世紀） : 相模国高座郡土甘（とかみ・となみ）郷の一部となる。
- 長治元年（1104年）ころ : 鎌倉景正が大庭御厨を開拓し、その一部となる。

- 江戸時代 - 旗本領となる。
- 明治5年（1872年）3月10日 - 小笠原東陽が羽鳥村徳昌院へ移り[7]、読書院（後の耕余塾）が開設される。

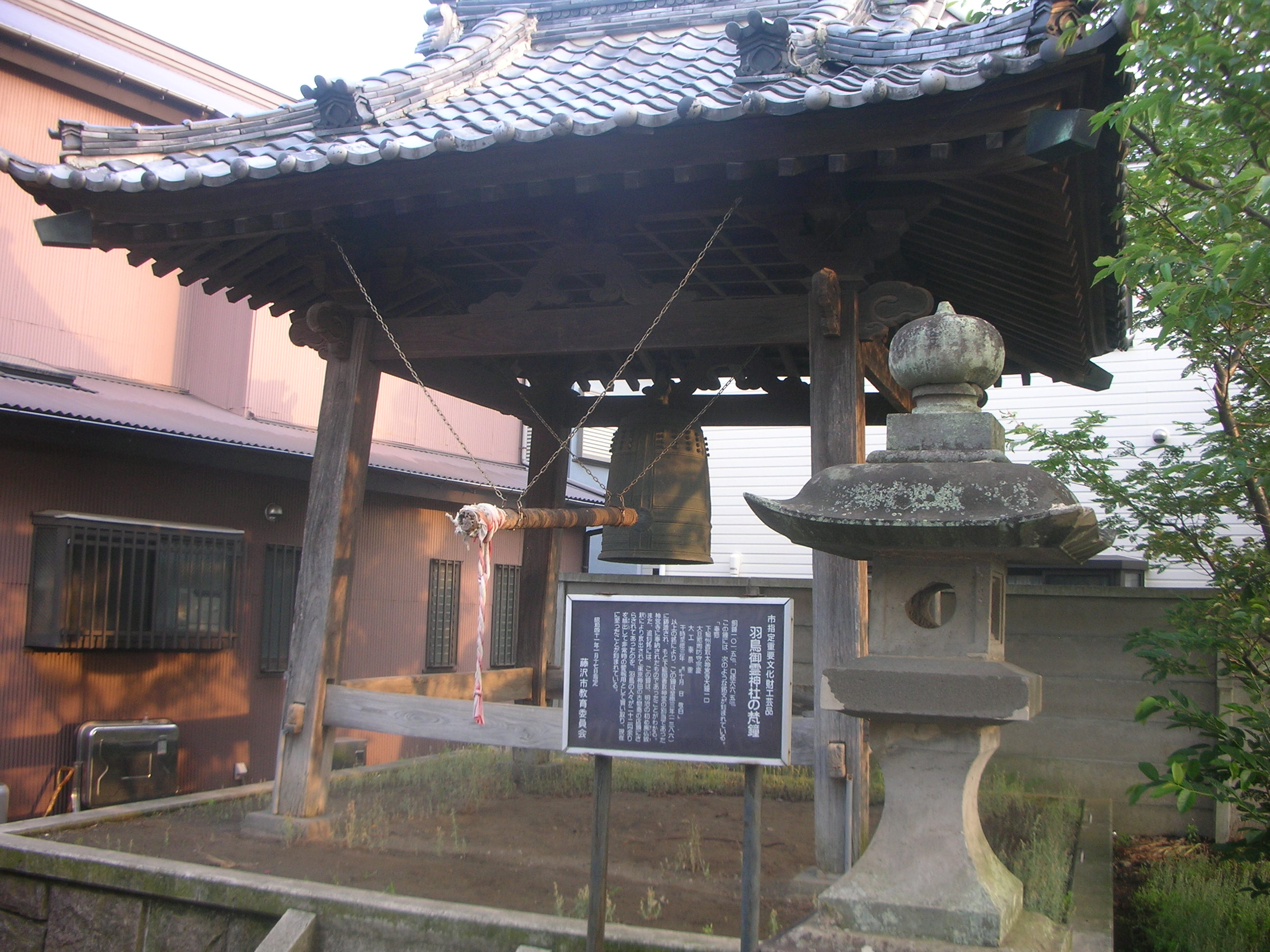
羽鳥御霊神社の梵鐘 1386年鋳造

- 1878年（明治11年）11月18日 : 郡区町村編制法により、行政区画としての高座郡羽鳥村が編成され、当地はその一部となる。
- 1889年（明治22年）4月1日 : 町村制が施行され、辻堂村、大場村、羽鳥村および稲荷村が合併し、神奈川県高座郡明治村となる。
- 1908年（明治41年）4月1日 : 明治村、藤沢大坂町および鵠沼村が合併して、藤沢町となる。
- 1935年（昭和10年）8月24日 - 神奈川県道辻堂線（後の神奈川県道307号辻堂停車場羽鳥線）が開通。
- 1940年（昭和15年）10月1日 : 藤沢町が市政を敷き、藤沢市となる。
- 1968年（昭和43年）10月1日 : 羽鳥一丁目から五丁目を新設する[8]。

## 経済

### 産業
農業
- 三觜舜太郎（農業）[9]
- 三觜勘右衛門（農蚕業）[9]

商工業
- 羽鳥屋 三觜由太郎（米穀、肥料商）[9]

## 町名の変遷
| 実施後     | 実施年月日    | 実施前（各字名ともその一部）                             |
| ---------- | ------------- | -------------------------------------------------------- |
| 羽鳥一丁目 | 1968年10月1日 | 大字羽鳥字四ッ谷・字萩原、大字辻堂字東神台・字土打       |
| 羽鳥二丁目 | 1968年10月1日 | 大字羽鳥字丸山・字打越・字駒形                           |
| 羽鳥三丁目 | 1968年10月1日 | 大字羽鳥字丸山・字駒形・字打越・字萩原・字汲田           |
| 羽鳥四丁目 | 1968年10月1日 | 大字羽鳥字駒形・字引地・字柏木・字汲田                   |
| 羽鳥五丁目 | 1968年10月1日 | 大字羽鳥字引地・字柏木・字汲田、大字辻堂字ガル池・字高山 |

## 世帯数と人口
2023年（令和5年）9月1日現在（藤沢市発表）の世帯数と人口は以下の通りである。
| 丁目       | 世帯数    | 人口     |
| ---------- | --------- | -------- |
| 羽鳥一丁目 | 1,550世帯 | 3,976人  |
| 羽鳥二丁目 | 722世帯   | 1,641人  |
| 羽鳥三丁目 | 1,232世帯 | 2,968人  |
| 羽鳥四丁目 | 935世帯   | 2,524人  |
| 羽鳥五丁目 | 991世帯   | 2,630人  |
| 計         | 5,430世帯 | 13,739人 |

### 人口の変遷
国勢調査による人口の推移。
| 年                 | 人口   |
| ------------------ | ------ |
| 1995年（平成7年）  | 10,515 |
| 2000年（平成12年） | 10,458 |
| 2005年（平成17年） | 9,606  |
| 2010年（平成22年） | 9,584  |
| 2015年（平成27年） | 10,561 |
| 2020年（令和2年）  | 12,142 |

### 世帯数の変遷
国勢調査による世帯数の推移。
| 年                 | 世帯数 |
| ------------------ | ------ |
| 1995年（平成7年）  | 3,686  |
| 2000年（平成12年） | 3,926  |
| 2005年（平成17年） | 3,712  |
| 2010年（平成22年） | 3,751  |
| 2015年（平成27年） | 4,071  |
| 2020年（令和2年）  | 4,737  |

## 事業所
2021年（令和3年）現在の経済センサス調査による事業所数と従業員数は以下の通りである。
| 丁目       | 事業所数  | 従業員数 |
| ---------- | --------- | -------- |
| 羽鳥一丁目 | 43事業所  | 1,012人  |
| 羽鳥二丁目 | 28事業所  | 114人    |
| 羽鳥三丁目 | 62事業所  | 429人    |
| 羽鳥四丁目 | 41事業所  | 268人    |
| 羽鳥五丁目 | 27事業所  | 258人    |
| 計         | 201事業所 | 2,081人  |

### 事業者数の変遷
経済センサスによる事業所数の推移。
| 年                 | 事業者数 |
| ------------------ | -------- |
| 2016年（平成28年） | 191      |
| 2021年（令和3年）  | 201      |

### 従業員数の変遷
経済センサスによる従業員数の推移。
| 年                 | 従業員数 |
| ------------------ | -------- |
| 2016年（平成28年） | 1,691    |
| 2021年（令和3年）  | 2,081    |

## 交通

### 鉄道
当地を通る鉄道はない。

### バス
- 神奈川中央交通
  - 藤07・藤08系統 - 茅ヶ崎駅行
  - 藤15・藤34・藤39・辻24・辻26系統 - 湘南台駅西口行
  - 藤12・藤13・辻28・辻29系統 - 湘南ライフタウン行
  - 藤02・藤03・藤07・藤08・藤09・藤10・藤12・藤13・藤15・藤34・藤39系統 - 藤沢駅北口行
  - 辻07系統 - 赤羽根行
  - 辻34系統 - 慶応大学行
  - 辻31系統 - 老人センター行
  - 辻07・辻24・辻26・辻28・辻29・辻31・辻33・辻34・藤03・藤09・藤10系統 - 辻堂駅北口行
  - 藤02系統 - 高山車庫行
  - 辻33系統 - 綾瀬車庫行

### 道路
- 神奈川県道44号伊勢原藤沢線
- 神奈川県道307号辻堂停車場羽鳥線

## 施設
- 藤沢市立羽鳥小学校
- 藤沢市立羽鳥中学校
- 辻堂保育園

## 名所・旧跡
- 旧三觜八郎右衛門家住宅

## 出身人物
- 三觜進（三信物産社長、池上通信機相談役、満州銅鉛鉱業取締役、三觜家15代当主）

## その他

### 日本郵便
- 郵便番号 : 251-0056[3]（集配局 : 藤沢郵便局[18]）。